# 高屈折率高分子
高屈折率高分子（こうくっせつりつこうぶんし）は屈折率が1.50よりも高い高分子である。
このような材料は発光ダイオード（LED）やイメージセンサ等の光デバイス、反射防止膜に利用されている。高分子の屈折率は、分極率，主鎖の柔軟性，分子構造，主鎖骨格の配向等の要因によって決まる。
2004年時点において、最も高屈折率な高分子材料の屈折率は1.76である。高分子の屈折率を高めるには、分子屈折の高い置換基や高屈折率のナノ粒子を導入することが有効である。

## 特性

### 屈折率
典型的な高分子の屈折率は1.30 - 1.70であるが、より高屈折率な材料が様々な用途で求められている。高分子の屈折率は置換基の分子屈折と、モノマーの構造および分子量に関係している。高屈折率化には一般に、高い分子屈折と低いモル体積を有する構造が有利である。

### 光学特性
分散は高屈折率高分子の重要な特性であり、アッベ数によって表される。屈折率の高い材料は一般的に、小さいアッベ数、すなわち大きな分散を持つ。
複屈折は多くの用途において高屈折率と並んで重要な特性であり、低い複屈折を有する材料が望まれている。芳香族モノマーは屈折率を高めると同時に、複屈折を低減する効果がある。

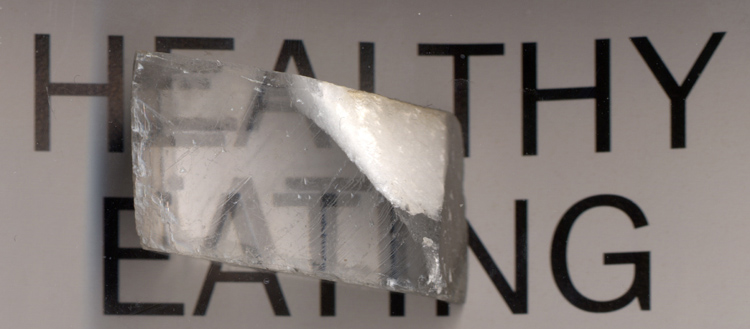
複屈折を示す方解石

透明性も高屈折率高分子に望まれる特性である。透明性は、高分子の屈折率と原料モノマーの屈折率に依存する。

### 耐熱性
耐熱性は、ガラス転移点，分解温度，融点等により特徴付けられる 。これらの物性は熱重量分析（TGA）や示差走査熱量測定（DSC）によって測定できる。ポリエステルは410℃に分解温度を持ち、耐熱性に優れる高分子の一種である。また、分解温度は繰り返し単位の置換基によっても変化する。例えば、アルキル基は長鎖になる程熱安定性を損なう。

### 溶解性
高分子材料を多用途に適用するためには、その高分子がなるべく多数の溶媒に溶解することが望ましい。高屈折率を有するポリエステルやポリイミドは汎用溶媒（ジクロロメタン，メタノール，ヘキサン，アセトン，トルエン等）に溶解する。

## 合成
合成法はポリマーの種類によって異なる。マイケル付加反応は、室温で進行することから、ポリイミドの重付加によく用いられる。この重合ではポリイミドチオエーテルが生成し、高屈折率な透明高分子を得ることができる。重縮合は高屈折ポリエステルを得るためによく用いられる。

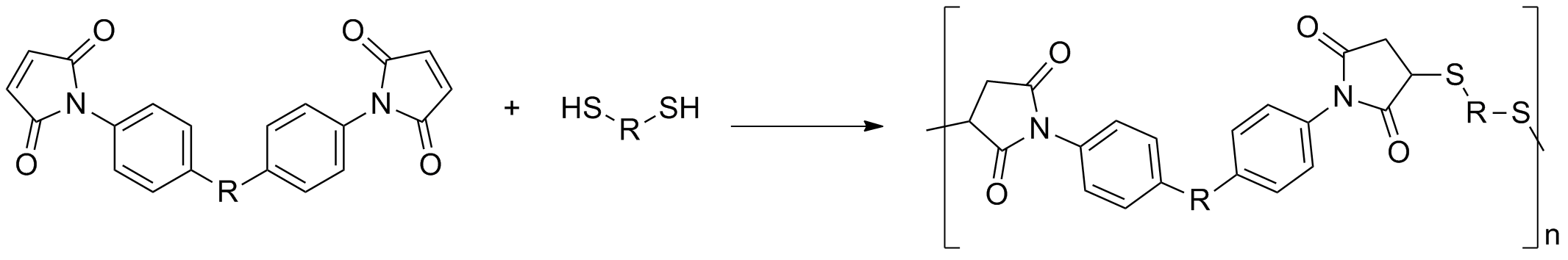
マイケル重付加の例

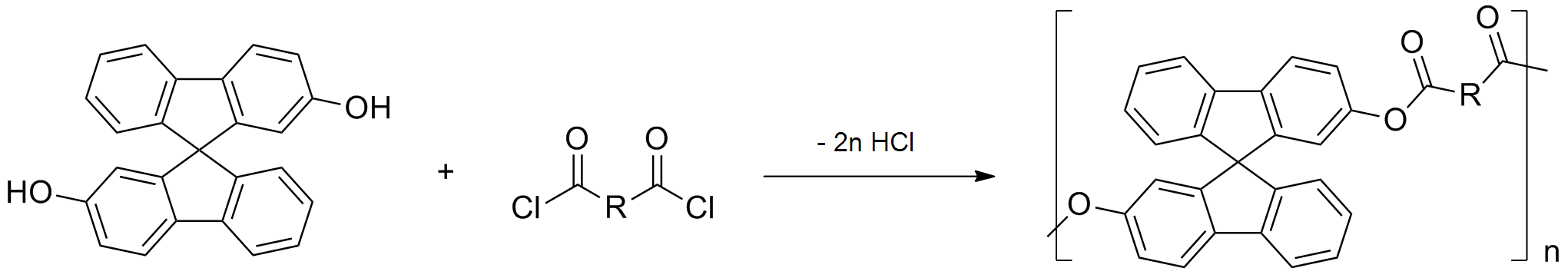
重縮合の例

## 分類
高分子材料の高屈折率化は、分子中に分子屈折の高い置換基を導入する方法（狭義の高屈折率高分子）と高分子マトリックスに高屈折率のナノ粒子を導入する方法（高屈折率ナノコンポジット）に分類できる。

### 高屈折率高分子

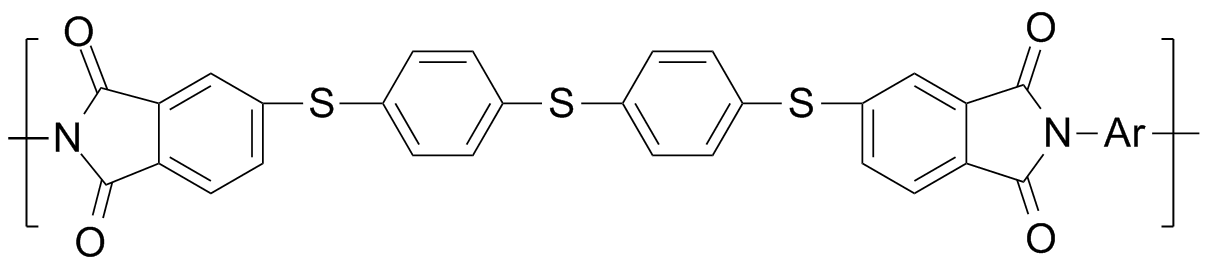
高屈折率な含硫黄ポリイミド

高分子の高屈折率化には、硫黄含有置換基（チオエーテル，スルホン，チオフェン，チアジアゾール，チアントレン等）がよく用いられる。硫黄原子豊富なチアントレンやテトラチアアントラセン部位を有する高分子は、分子の充填が密なこともあり、1.72を超える屈折率が報告されている。

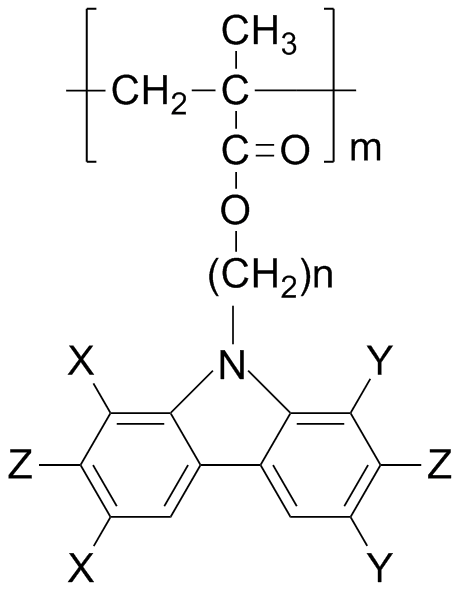
ハロゲン含有ポリメタクリレート

ハロゲン元素（特に臭素とヨウ素）は高屈折率高分子の開発初期に使われた高屈折率置換基である。1992年にGaudianaらは臭素化、あるいはヨウ素化されたカルバゾール環を有するポリメチルメタクリレートを報告している。それらの高分子は、ハロゲンの種類や置換数によって異なるが、1.67—1.77の屈折率を有している。しかし近年、ハロゲン元素のマイクロエレクトロニクス分野での使用は、環境汚染防止のためEUのWEEE指令やRoHS指令によって厳しく制限されている。

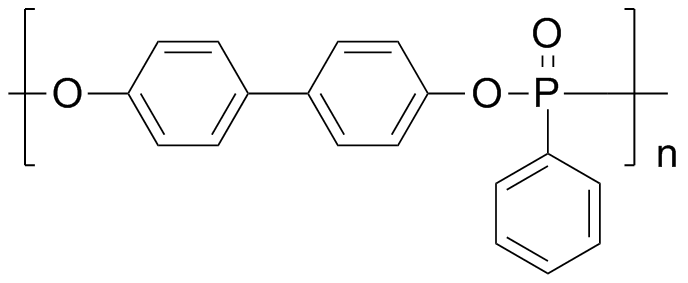
ポリホスホネート

リン原子含有基（ホスホネートやホスファゼン等）は高分子屈折であり、可視光領域での透明性に優れている
。
ポリホスホネートはポリカーボネートの類縁体であるにもかかわらず、リン含有部位を持つため高屈折率を示す。高屈折率に加えて、ポリホスホネートは良好な耐熱性と透明性を有するため、溶融成型でプラスティックレンズを製造するのに適している。

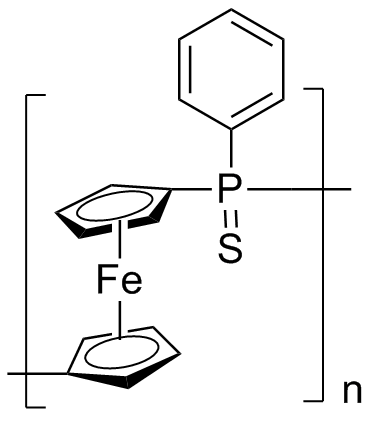
Organometallic HRIP

有機金属部位を有する高分子は高屈折率で比較的分散が小さい特徴がある。ポリフェロセニルシランや、リン含有スペーサーとフェニル側鎖を有するポリフェロセンは非常に高い屈折率を示す（n=1.74，n=1.72）
。これらの高分子は有機高分子と無機ガラスの中間程度の分散を示すため、全高分子型フォトニック素子の材料として期待される。

### 高屈折率ナノコンポジット
有機高分子マトリックスと高屈無機ナノ粒子を組み合わせるハイブリッド技術によって、高屈折率なナノコンポジットが作製できる。このナノコンポジットの屈折率は、高分子マトリックスやナノ粒子の特性、有機成分と無機成分のハイブリッド技術によって決まる。
ナノコンポジットの屈折率は、{\displaystyle {n_{comp}}={\Phi _{p}}{n_{p}}+{\Phi _{org}}{n_{org}}}から推測できる（ここで、{\displaystyle {n_{comp}}}，{\displaystyle {n_{p}}}，{\displaystyle {n_{org}}}はそれぞれ、ナノコンポジット，ナノ粒子，高分子マトリックスの屈折率を表し、{\displaystyle {\Phi _{p}}}，{\displaystyle {\Phi _{org}}}はそれぞれ、ナノ粒子，高分子マトリックスの体積分率を表す）。
高屈折率ナノコンポジットを設計する際は、ナノ粒子の導入量を制御することが重要である。なぜなら、過剰にナノ粒子を導入すると光損失が増える上に、ナノコンポジットの加工性が損なわれるからである。ナノ粒子を選択する時は、それらの粒子径と表面特性を考慮する必要がある。ナノコンポジットの透明性を確保し、レイリー散乱を低減するためには、ナノ粒子の粒径が25 nm以下であることが望ましい。また、ナノ粒子と高分子マトリックスを直接混合するとナノ粒子の凝集が起こりやすいため、ナノ粒子の表面を改質することが一般に行われる。
高屈折率ナノコンポジットに導入されるナノ粒子は、TiO2（アナターゼ型，n=2.45；ルチル型，n=2.70），ZrO2（n=2.10），アモルファスシリコン（n=4.23），PbS（n=4.20），ZnS（n=2.36）等である。また、高分子マトリックスは屈折率の高いポリイミドがよく利用される。このナノコンポジットは1.57—1.99の範囲で屈折率を調整することができる。

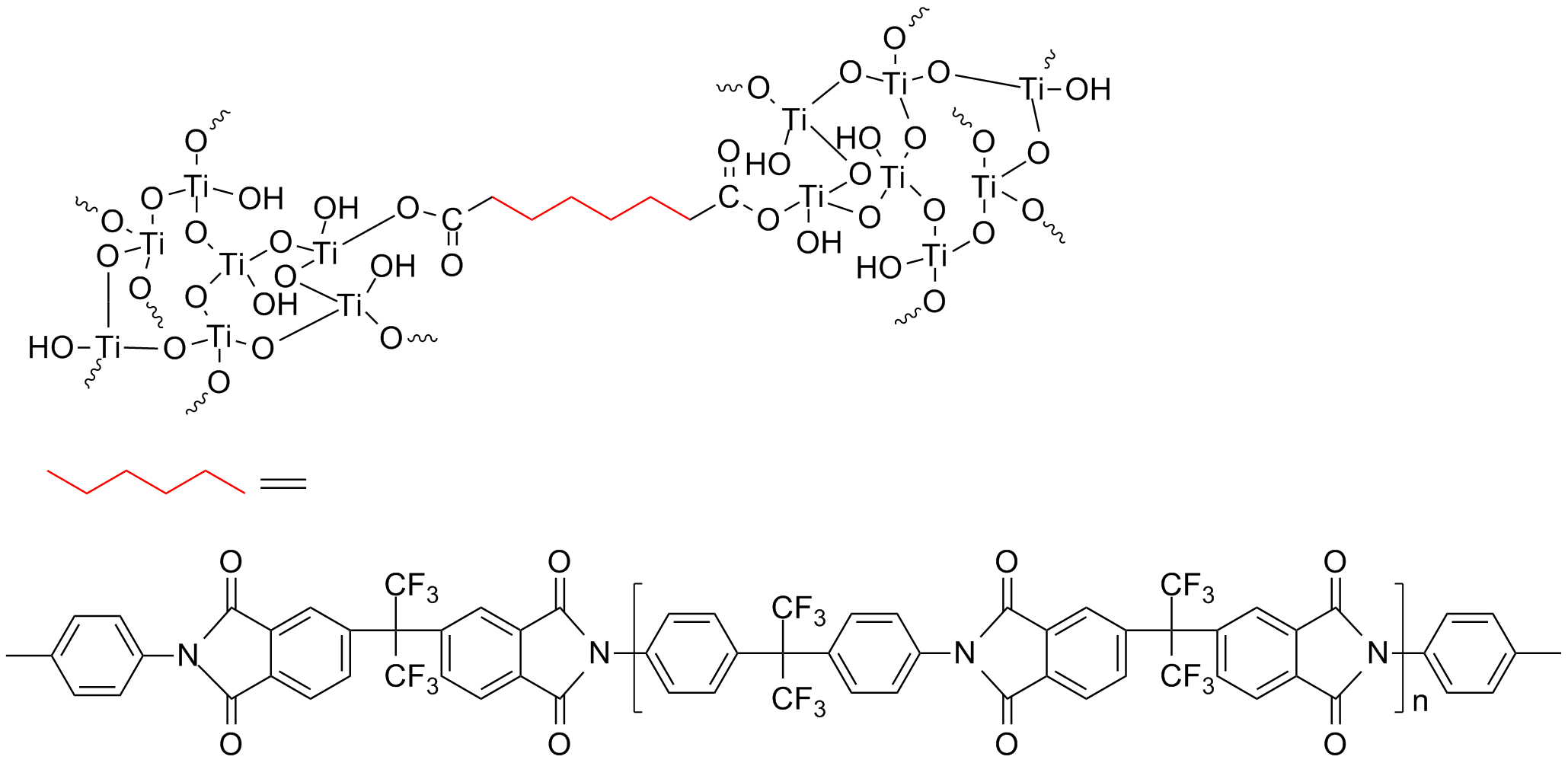
High-n polyimide nanocomposite

## 用途

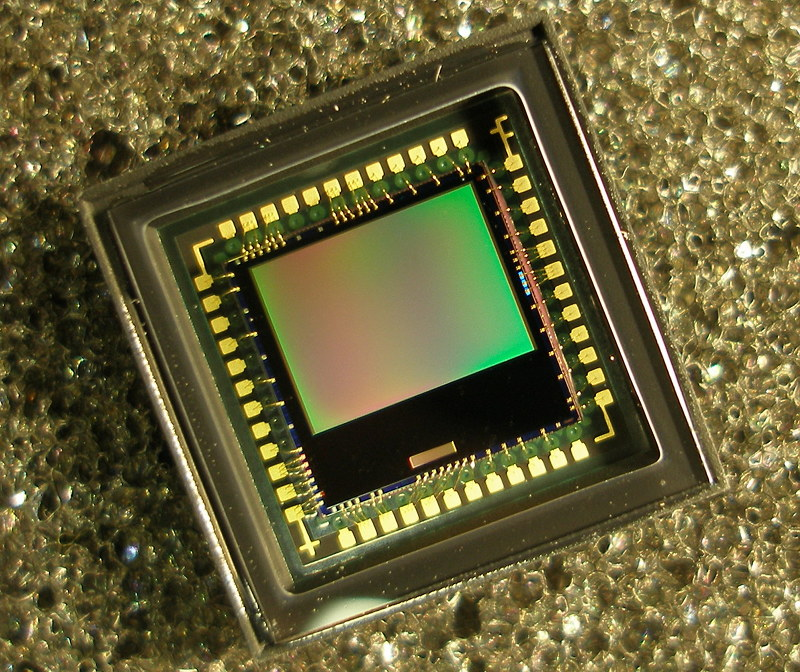
CMOSイメージセンサ

### イメージセンサ
マイクロレンズアレイは光エレクトロニクス、光通信、CMOSイメージセンサやディスプレイの重要な部材である。
高分子製のマイクロレンズは従来のガラスレンズと比較して、簡便に作成でき、柔軟性を持たせることも可能である。そのため、製品の省電力化、小型化、低価格化に貢献できる。

### リソグラフィ
高屈折率高分子は液浸リソグラフィへの応用が期待されている。液浸リソグラフィは半導体素子等を製造する技術で、フォトレジストと高屈折率の液体を用いる。
フォトレジストには屈折率が1.90より高い材料が求められており、非芳香族で硫黄を含有する高分子材料が最適と考えられている。

### 発光ダイオード

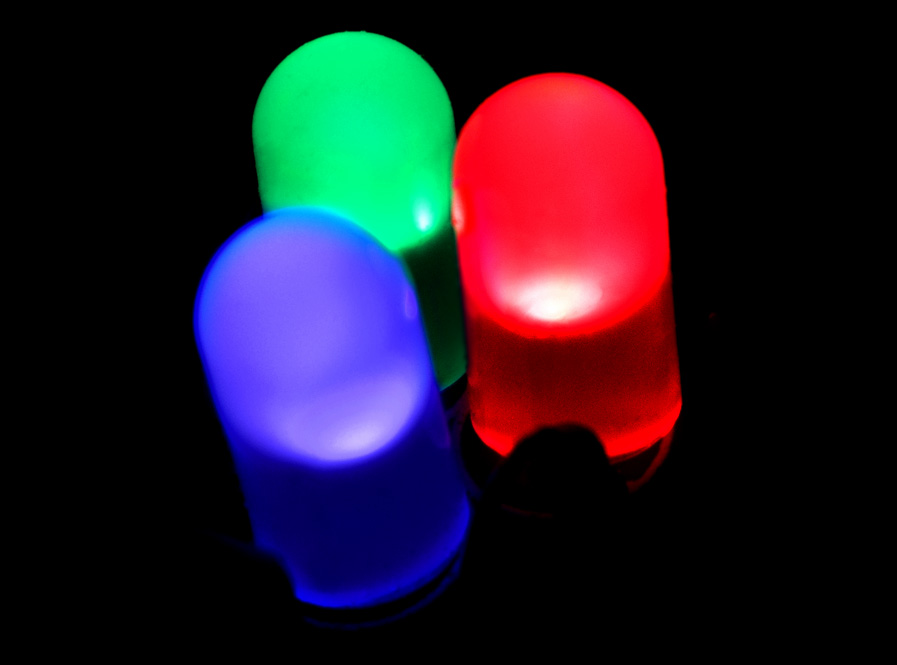
LEDs of the 5mm diffused type

発光ダイオード（LED）の高輝度化には光取り出し効率の低さが課題となるが、これはLED材料（(GaN，n=2.5）とカプセル部（エポキシ樹脂やシリコーン，n=1.5）の屈折率のミスマッチ（による界面での全反射）が原因である。カプセル部に高屈折率高分子を用いることで、光取り出し効率を改善することが可能である。

## 関連記事
- 屈折率
- 屈折率計
- アッベ数
- 光エレクトロニクス
- 分極率
- 複屈折
- ローレンツ・ローレンツの式
- 分散
- ナノコンポジット
- イメージセンサ
- 液浸
- 有機エレクトロルミネッセンス